# Nazaré (freguesia)
Nazaré es una freguesia portuguesa del municipio de Nazaré, con 40,68 km² de superficie. Su densidad de población es de 247,8 hab/km².